# نصرت‌آباد (رفسنجان)
نصرت آباد، روستایی از توابع بخش انار شهرستان رفسنجان در استان کرمان ایران است.

## جمعیت
این روستا در دهستان حسین‌آباد قرار دارد و براساس سرشماری مرکز آمار ایران در سال ۱۳۸۵، جمعیت آن ۱۵۱ نفر (۳۸خانوار) بوده‌است.